# VIS Entertainment
VIS Entertainment est un studio écossais de développement de jeux vidéo créé en 1996 par Chris van der Kuyl et Peter Baillie.

## Historique
Le studio est créé en 1996 par l'entrepreneur Chris van der Kuyl. L'entreprise est initialement basée à Dundee, en Écosse, mais ouvre quelques années plus tard un deuxième studio sur l'île de Wight. Au pic de son activité, VIS Entertainment emploie 200 salariés. Un studio est aussi ouvert à Édimbourg. Un autre est ouvert à Londres mais il ferme en octobre 2003, Chris ven der Kuyl donnant comme raison une « série de reports et d'annulations des projets à venir du studio ».
En 2002, l'entreprise se fait connaître grâce à State of Emergency, jeu vidéo qu'elle développe, publié par Rockstar Games. Parmi les développeurs figure Kirk Ewing, futur directeur de Traffic Games et responsable du projet de développement de JFK: Reloaded.
En 2004, le studio est racheté par Bam! Entertainment ; il compte alors 96 employés. Bam! n'arrive cependant pas à lever suffisamment de fonds et est retiré du NASDAQ. En avril 2005, les locaux de Dundee sont fermés et 54 employés sont licenciés en raison de la banqueroute de l'entreprise. Les administrateurs chargés des procédures légales, appartenant à l'entreprise Tenon Recovery, entament une « évaluation complète de l'activité [de l'entreprise] et cherche à conclure des accords qui permettront à [VIS] d'achever les travaux sur les jeux en cours de développement ».
Le 1er mai 2005, The Scotsman révèle le rachat de la licence State of Emergency par DC Studios, basé à Glasgow. Ils peuvent ainsi réaliser une suite du jeu vidéo à succès. Le studio embauche également entre 10 et 40 anciens employés. Un accord et conclu pour payer les débiteurs de l'ancien studio avec une partie des royalties du jeu qu'ils ont l'intention de sortir.
Quelques jours après la faillite de l'entreprise, son ancien fondateur, Chris van der Kuyl, en fonde une nouvelle appelée 4J Studios.

## Jeux développés
- H.E.D.Z.
- Earthworm Jim 3D[2]
- Tom and Jerry in Fists of Fury
- The Powerpuff Girls: Chemical X-traction
- The Powerpuff Girls: Relish Rampage
- State of Emergency[2]
- Evil Dead: A Fistful of Boomstick
- Tom and Jerry: War of the Whiskers
- Brave: The Search for Spirit Dancer
- NARC